# NGC 6148
NGC 6148 is een spiraalvormig sterrenstelsel in het sterrenbeeld Hercules. Het hemelobject werd op 10 juni 1864 ontdekt door de Duitse astronoom Albert Marth.

## Synoniemen
- PGC 58162